# Josef Perl
Josef Perl  ps. Jakob Obadja ben Petachja (ur. 10 listopada 1773 w Tarnopolu, zm. 1 października 1839  tamże) – pedagog, pisarz, tworzący w językach hebrajskim, jidysz i niemieckim, działacz oświecenia.

## Życiorys
Perl urodził się w rodzinie kupieckiej. Otrzymał tradycyjne religijne wychowanie i początkowo obracał się w kręgach chasydzkich. Studiował kabałę i chasydyzm, ale jego ojciec, który sprzeciwiał się tym studiom, skłonił go by został kupcem. W 1786 roku ożenił się. W wieku 14 lat napisał po niemiecku książkę Ueber das Wesen der Sekte Chasidim aus ihren eigenen Schriften gezogen (O naturze sekty chasydów, zaczerpniętą z ich własnych pism), w której próbował wykazać absurdalność wierzeń i praktyk rabinów chasydzkich, w tym rabina Nachmana z Bracławia i rabina Szneura Zalmana z Ladów, założyciela tego ruchu. Jego dzieło zostało odrzucone przez cesarskich cenzorów, którzy obawiali się, że wywoła rozłam wśród żydowskich poddanych w Austrii. Zostało wydane w 1816 roku. Podczas swoich podróży handlowych zetknął się z ideologią żydowskiego oświecenia (haskala). Postanowił zaszczepić idee haskali wśród społeczności żydowskiej Tarnopola. W 1813 r. w swoim domu założył pierwszą żydowską szkołę ludową tzw. Perlsche Schule. W 1820 roku otrzymała ona prawa szkoły publicznej i działała pod nazwą Niemiecko-Izraelickiej Szkoły Głównej w Tarnopolu (niem. Deutsch-Israelitische Hauptschule). Z jego inicjatywy powstała w Tarnopolu synagoga reformowana. W Brodach wydawał pismo „Cir Neeman”, a jego drukarnia publikowała też almanachy propagujące idee haskali. 
Perl potępiał chasydyzm nie tylko w swoich pismach, ale także w memorandach skierowanych do przedstawicieli Cesarstwa Austriackiego. 
Angażował się w projekty reform życia żydowskiego. Z jego inicjatywy powstało we Lwowie Towarzystwo dla Szerzenia Pożytecznych Rzemiosł wśród Izraelitów Galicyjskich.  
W swojej twórczości Perl zwalczał ruch chasydzki, w którym zwolennicy haskali upatrywali główną przeszkodę w szerzeniu swych postulatów. Charakter parodiowej mistyfikacji miała korespondencja między chasydami, wydana anonimowo w zbiorach: Megale temirin (Odkrywanie tajemnic) i Bochen cadik (Egzamin świątobliwego; 1938), a także odnalezione w rękopisie „nieznane” opowiadania Nachmana z Bracławia. 
Satyra Perla na ruch chasydzki, Odkrywanie tajemnic ( Megalleh Temirim ), jest uważana za pierwszą współczesną powieść w języku hebrajskim. Została wydana w Wiedniu w 1819 roku pod pseudonimem „Obadiah ben Pethahiah”. Skonstruowana jako powieść epistolarna. Jest to księga niezwykła, ponieważ satyryzuje język i styl wczesnych chasydzkich rabinów piszących w języku hebrajskim, który nie był językiem ojczystym ówczesnych Żydów. Aby udostępnić swoją pracę współczesnym, Perl przetłumaczył swoje dzieło na język jidysz. W języku hebrajskim dostępna jest późniejsza parodia pism chasydzkich, Słowa Sprawiedliwych , napisana z Izaakiem Baer Levinsohnem i opublikowana w 1830 roku. 
Cała jego twórczość nigdy nie została opublikowana, a niektóre z jego prac są obecnie w trakcie publikacji po raz pierwszy. Te z dzieł Perla w rękopisie przechowywane w jego cennej bibliotece w Tarnopolu zostały prawdopodobnie w większości zniszczone podczas Holokaustu; pozostałości tej kolekcji zachowały się w Bibliotece Narodowej w Jerozolimie. 